# العلاقات اليمنية الكوستاريكية
العلاقات اليمنية الكوستاريكية هي العلاقات الثنائية التي تجمع بين اليمن وكوستاريكا.

## مقارنة بين البلدين
هذه مقارنة عامة ومرجعية للدولتين:
| وجه المقارنة                                              | اليمن                   | كوستاريكا                                 |
| --------------------------------------------------------- | ----------------------- | ----------------------------------------- |
| المساحة (كم2)                                             | 555.00 ألف              | 51.10 ألف                                 |
| عدد السكان (نسمة)                                         | 28.25 مليون             | 4.91 مليون                                |
| الكثافة السكانية (ن./كم²)                                 | 50.9                    | 96.09                                     |
| العاصمة                                                   | صنعاء عدن (عاصمة مؤقتة) | سان خوسيه                                 |
| اللغة الرسمية                                             | اللغة العربية           | اللغة الإسبانية                           |
| العملة                                                    | ريال يمني               | كولون كوستاريكي                           |
| الناتج المحلي الإجمالي (بليون دولار)                      | 18.21 مليار             | 57.06 مليار                               |
| الناتج المحلي الإجمالي (تعادل القوة الشرائية) بليون دولار | 75.69 مليار             | 74.98 مليار                               |
| الناتج المحلي الإجمالي الاسمي للفرد دولار أمريكي          | 1.41 ألف                | 11.26 ألف                                 |
| الناتج المحلي الإجمالي للفرد دولار أمريكي                 |                         | 14.92 ألف                                 |
| مؤشر التنمية البشرية                                      | 0.498                   | 0.766                                     |
| رمز المكالمات الدولي                                      | +967                    | +506                                      |
| رمز الإنترنت                                              | .ye                     | .cr، قائمة نطاقات المستوى الأعلى للإنترنت |
| المنطقة الزمنية                                           | ت ع م+03:00             | 00                                        |

## منظمات دولية مشتركة
يشترك البلدان في عضوية مجموعة من المنظمات الدولية، منها:
| علم المنظمة | اسم المنظمة                               | تاريخ انضمام اليمن | تاريخ انضمام كوستاريكا |
| ----------- | ----------------------------------------- | ------------------ | ---------------------- |
|             | مؤسسة التنمية الدولية                     | 22 مايو 1970       | 30 يونيو 1961          |
|             | الأمم المتحدة                             | 30 سبتمبر 1947     | 2 نوفمبر 1945          |
|             | منظمة الشرطة الجنائية الدولية             | ?                  | ?                      |
|             | المركز الدولي لتسوية المنازعات الاستشارية | 20 نوفمبر 2004     | 27 مايو 1993           |
|             | الاتحاد الدولي للاتصالات                  | 1931               | 13 سبتمبر 1932         |
|             | البنك الدولي للإنشاء والتعمير             | 3 أكتوبر 1969      | 8 يناير 1946           |
|             | الاتحاد البريدي العالمي                   | ?                  | ?                      |
|             | منظمة حظر الأسلحة الكيميائية              | ?                  | ?                      |
|             | مؤسسة التمويل الدولية                     | 22 مايو 1970       | 20 يوليو 1956          |
|             | وكالة ضمان الاستثمار متعدد الأطراف        | 12 مارس 1996       | 8 فبراير 1994          |
|             | يونسكو                                    | 2 أبريل 1962       | 19 مايو 1950           |

## وصلات خارجية
- موقع وزارة الخارجية الكوستاريكية